# Kolonia Bolesławiec-Chróścin
Kolonia Bolesławiec-Chróścin (przed 2017 Bolesławiec-Chróścin) – wieś w Polsce położona w województwie łódzkim, w powiecie wieruszowskim, w gminie Bolesławiec.
Przed 2017 rokiem miejscowość nosiła nazwę Bolesławiec-Chróścin.
W latach 1975–1998 miejscowość należała administracyjnie do województwa kaliskiego.